# TI MSP430

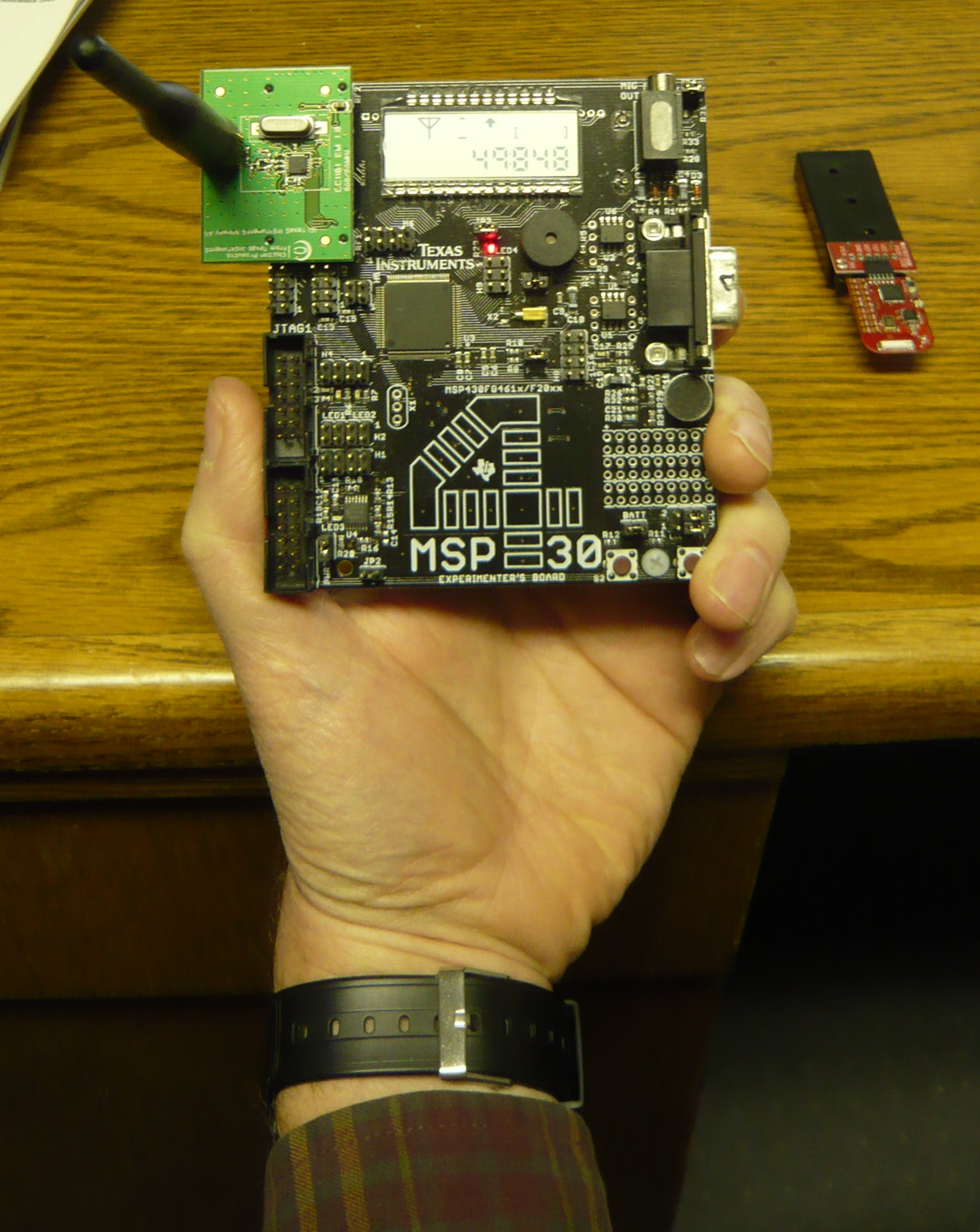
Foto de dues plaques d'experimentació per al chipset MSP430 de Texas Instruments. A l'esquerra la versió de xip més gran, a la dreta una versió petita en format USB.

El MSP430 és una família de microcontroladors de senyal mixt de Texas Instruments, introduït per primera vegada el 14 de febrer de 1992. Construït al voltant d'una CPU 16-bit, el MSP430 va ser dissenyat per utilitzar-lo amb aplicacions incrustades de baix consum i per a un baix cost.

## Aplicacions
El MSP430 es pot utilitzar per a dispositius encastats de baixa potència. El corrent consumit en mode inactiu pot ser inferior a 1 µA. Té una velocitat màxima de CPU de 25 MHz. Es pot reduir per reduir el consum d'energia. El MSP430 també utilitza sis modes diferents de baix consum, que poden desactivar rellotges i CPU innecessaris. A més, el MSP430 es pot despertar en temps inferiors a 1 microsegon, cosa que permet que el controlador es mantingui en mode de repòs més temps, minimitzant l'ús de corrent mitjà.
El dispositiu es presenta en una varietat de configuracions amb els perifèrics habituals:
- oscil·lador intern,
- temporitzador que inclou modulació d'amplada de pols (PWM),
- temporitzador de gos guardià (watchdog),
- USART,
- Bus d'interfície perifèrica sèrie (SPI),
- Circuit interintegrat (I²C),
- Opcions de convertidor analògic a digital (ADC):
  - ADC d'aproximació successiva de 10/12/14 bits
  - ADC delta sigma de 16/24 bits
  - comparador analògic intern amb temporitzadors digitals
    - pot mesurar el temps de càrrega de pendent de resistència-condensador[3]
- i circuits de reinici d'apagada.

Algunes opcions perifèriques menys habituals inclouen amplificadors operacionals en xip (amplificador operacional) per a condicionament del senyal, convertidor digital a analògic (DAC) de 12 bits, controlador de pantalla de cristall líquid (LCD), multiplicador de maquinari, USB i accés directe a memòria. (DMA) per a resultats ADC. A part d'algunes versions de memòria de només lectura programable esborrable (EPROM, com ara MSP430E3xx) i ROM de màscara d'alt volum (MSP430Cxxx), tots els dispositius tenen la programació del sistema habilitat mitjançant Joint Test Action Group (JTAG), complet de quatre cables. o Spy-Bi-Wire), un carregador d'arrencada (BSL) integrat que utilitza UART, com ara RS-232, o USB en dispositius amb suport USB. No s'inclou cap BSL als dispositius de la família F20xx, G2xx0, G2xx1, G2xx2 o I20xx.

## MSP430 generacions
Existeixen sis generacions generals de processadors MSP430. Per ordre de desenvolupament, són: '3xx generació, '1xx generació, '4xx generació, '2xx generació, '5xx generació i '6xx generació. El dígit posterior a la generació identifica el model (generalment els números de model més alts són més grans i més capaços), el tercer dígit identifica la quantitat de memòria inclosa i el quart, si n'hi ha, identifica una variant menor del model. La variació més comuna és un convertidor analògic a digital diferent al xip.
Sèrie MSP430x1xx: generació bàsica sense controlador LCD integrat.
Sèrie MSP430F2xx: similar a la generació '1xx, però funcionen amb una potència encara més baixa.
Sèrie MSP430G2xx: inclou MCU de potència ultra baixa.
Sèrie MSP430x3xx: generació més antiga, dissenyada per a instrumentació portàtil amb un controlador LCD integrat.
Sèrie MSP430x4xx: són similars a la generació '3xx, però inclouen un controlador LCD integrat.
Sèrie MSP430x5xx: capaç d'executar fins a 25 MHz.
Sèrie MSP430x6xx: capaç d'executar fins a 25 MHz.
Sèrie RF SoC (CC430): transceptor de RF.
Sèrie FRAM: proporciona memòria unificada amb particions dinàmiques i velocitats d'accés a la memòria 100 vegades més ràpides que el flash.
Sèrie de baixa tensió: capaços de funcionar a 0,9 V.

## Entorn de desenvolupament de programari
Texas Instruments ofereix diverses plaques d'experimentació de maquinari que admeten xips MSP430 grans (uns dos centímetres quadrats) i petits (aproximadament un mil·límetre quadrat). TI també proporciona eines de desenvolupament de programari, tant directament com conjuntament amb socis (vegeu la llista completa de compiladors, assembladors i IDE). Una d'aquestes cadenes d'eines és el compilador IAR C/C++ i l'entorn de desenvolupament integrat, o IDE. Una edició Kickstart es pot descarregar gratuïtament des de TI o IAR; està limitat a 8 KB de codi C/C++ al compilador i al depurador (es poden desenvolupar i depurar programes de llenguatge ensamblador de qualsevol mida amb aquesta cadena d'eines gratuïta).
TI també combina una versió del seu propi compilador i eines amb el seu Code Composer Studio IDE (CCS) basat en Eclipse. Ven versions amb totes les funcions i ofereix una versió gratuïta per a la descàrrega que té un límit de mida de codi de 16 KB. CCS admet emuladors en circuit i inclou un simulador i altres eines; també pot funcionar amb altres processadors venuts per TI.

## Llista d'eines de depuració (no completa)
| Nom                      | Fabricant                                | Interfície                | Protocol(s)            |
| ------------------------ | ---------------------------------------- | ------------------------- | ---------------------- |
| MSP-FET430PIF            | TI                                       | Port paral·lel            | JTAG                   |
| MSP-FET430UIF            | TI                                       | Interfície USB            | JTAG, Spy-Bi-Wire      |
| MSP-FET                  | TI                                       | Interfície USB            | JTAG, Spy-Bi-Wire      |
| MSP-430 LaunchPad        | TI Arxivat 2016-03-04 a Wayback Machine. | Interfície USB            | Espia-Bi-Wire          |
| MSP-430 LaunchPad eZ-FET | TI Arxivat 2018-12-15 a Wayback Machine. | Interfície USB            | Espia-Bi-Wire          |
| eZ430-F2013              | TI Arxivat 2011-08-05 a Wayback Machine. | Interfície USB            | Espia-Bi-Wire          |
| eZ430-RF2500             | TI                                       | Interfície USB            | Espia-Bi-Wire          |
| FETP                     | SoftBaugh                                | Port paral·lel            | JTAG                   |
| USBP                     | SoftBaugh                                | Interfície USB            | JTAG, Spy-Bi-Wire      |
| MSP430-JTAG              | Olimex                                   | Port paral·lel            | JTAG                   |
| MSP430-JTAG-ISO          | Olimex                                   | Interfície USB            | JTAG, Spy-Bi-Wire      |
| MSP430-JTAG-ISO-MK2      | Olimex                                   | Interfície USB            | JTAG, Spy-Bi-Wire      |
| MSP430-JTAG-Petit        | Olimex                                   | Interfície USB            | JTAG, Spy-Bi-Wire      |
| MSP430-JTAG-TINY-V2      | Olimex                                   | Interfície USB            | JTAG? , Spy-Bi-Wire    |
| MSP430-JTAG-RF           | Olimex                                   | Interfície USB            | JTAG, Spy-Bi-Wire      |
| FlashPro-CC              | Elprotronic                              | Interfície USB            | JTAG, Spy-Bi-Wire, BSL |
| VisSim /ECD              | Solucions visuals                        | Interfície USB            | JTAG, Spy-Bi-Wire      |
| LA-3713                  | Lauterbach                               | Interfície USB / Ethernet | JTAG, Spy-bi-Wire      |